# آدا ۵۲۳

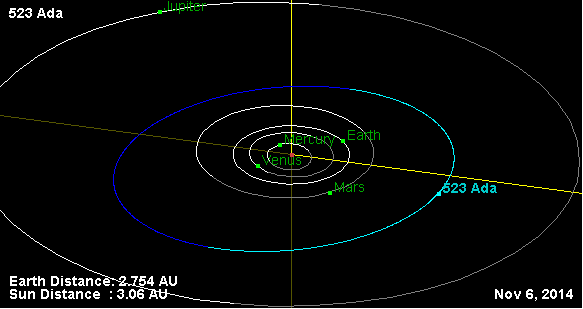
نمایی از محل قرارگیری سیارک آدا ۵۲۳ در مدار – ۲۰۱۴

سیارک ۵۲۳ (به انگلیسی: 523 Ada، نامگذاری:1904ND) پانصد و بیست و سومین سیارک کشف شده‌است که در ۲۷ ژانویه ۱۹۰۴ و در هایدلبرگ کشف شد.
قدر مطلق سیارک برابر ۹٫۶۰ است.